# Межовка (Казахстан)
Межо́вка (каз. Межовка) — село у складі Шемонаїхинського району Східноказахстанської області Казахстану. Входить до складу Видріхинського сільського округу.
Населення — 136 осіб (2021; 211 у 2009, 276 у 1999, 380 у 1989).
Національний склад станом на 1989 рік:
- росіяни — 100 %